# 鮎喰駅
鮎喰駅（あくいえき）は、徳島県徳島市南島田町四丁目にある四国旅客鉄道（JR四国）徳島線の駅。駅番号はB03。

## 歴史
- 1934年（昭和9年）9月20日：開業[1]。
- 1941年（昭和16年）8月10日：営業停止[1]。
- 1986年（昭和61年）11月1日：臨時乗降場として再開業[1][3][4]。無人駅[2]。1934年の開業時には、今より西側の鮎喰町に駅はあった。今の所在地で再開業したが、駅名は当時のままとなった。
- 1987年（昭和62年）4月1日：国鉄分割民営化により、JR四国に承継[1]。駅に昇格[1]。

## 駅構造
- 阿波池田に向かって右側に簡便なホームがある1面1線、交換不能の地上駅（厳密に言うと、盛土高架駅）である。徳島側から見ると鮎喰川の堤防へ向かって上り坂になっていて、ホーム自体もやや傾斜しているように見える。築堤上のホームへは、道路から階段を30段程登っていくことになる。
- 無人駅で駅舎は無いが、駅の入り口に簡易な小屋があり自動券売機が設置されている。

## 利用状況
1日平均乗車人員は下記の通り。
| - 82人（1995年度） - 98人（1996年度） - 158人（1997年度） - 180人（1998年度） - 176人（1999年度） - 168人（2000年度） - 171人（2001年度） - 161人（2002年度） - 166人（2003年度） - 170人（2004年度） - 158人（2005年度） - 164人（2006年度） - 178人（2007年度） - 167人（2008年度） - 161人（2009年度） - 168人（2010年度） - 186人（2011年度） - 196人（2012年度） - 222人（2013年度） - 216人（2014年度） - 234人（2015年度） - 227人（2016年度） - 223人（2017年度） - 216人（2018年度） - 211人（2019年度） - 177人（2020年度） - 175人（2021年度） |

## 駅周辺
駅周辺は徳島市郊外の住宅地で、徳島線付近が南島田町と庄町の境となっていて、新しい住宅も増えている。また、駅の北側に少し行けば徳島県道30号徳島鴨島線があり、近郊型の店舗も散在する。周囲の人口の増加と共に利用客も増加している。また、駅の南側から1kmほど離れたところに徳島県立城西高等学校があり、同校の生徒の利用もある。
- 徳島市加茂名支所
  - 加茂名公民館
- 徳島県赤十字血液センター
- 徳島庄町郵便局
- 徳島名西警察署
- 徳島県立総合看護学校
- 徳島県立城西高等学校
- 徳島市立加茂名中学校
- 徳島市立加茂名小学校
- ショッピングプラザタクト
  - キョーエイ タクト店
  - DAISO 生活雑貨館キョーエイタクト店
- キョーエイ 鮎喰店
- 西洋浪漫菓子オカヤマ（岡山製菓）[8]
- 国道192号
- 徳島県道203号鮎喰新浜線
- 徳島バス「加茂名小学校前」停留所 - 国道192号沿い

## 隣の駅
四国旅客鉄道（JR四国）
■徳島線
■普通
蔵本駅 (B02) - 鮎喰駅 (B03) - 府中駅 (B04)